# Treasure (bài hát của Bruno Mars)
"Treasure"là một bài hát của nghệ sĩ thu âm người Mỹ Bruno Mars nằm trong album phòng thu thứ hai của anh, Unorthodox Jukebox (2012). Nó được phát hành như là đĩa đơn thứ ba trích từ album vào ngày 10 tháng 5 năm 2013 bởi Atlantic Records. Bài hát được đồng viết lời từ Mars, Philip Lawrence, Ari Levine và Phredley Brown, những cộng tác viên quen thuộc xuyên suốt sự nghiệp của nam ca sĩ, cũng như Thibaut Jean-Marrie Michel Berland và Irfane Khan Christopher, sau khi Mars thừa nhận đã được truyền cảm hứng từ bài hát năm 2010 của Berland dưới nghệ danh Breakbot"Baby I'm Yours"để sáng tác nó, trong khi phần sản xuất được đảm nhiệm bởi Mars, Lawrence và Levine dưới tên gọi The Smeezingtons."Treasure"là một bản disco, funk, soul và post-disco kết hợp với những yếu tố từ R&B, mang nội dung đề cập một người đàn ông đang cố gắng thu hút sự chú ý của một người phụ nữ, trong đó anh so sánh cô như một kho báu.
Sau khi phát hành,"Treasure"nhận được những phản ứng tích cực từ các nhà phê bình âm nhạc, trong đó họ đánh giá cao giai điệu hấp dẫn và quá trình sản xuất nó, đồng thời so sánh với âm nhạc thập niên 1970 và 1980 cũng như những tác phẩm của Michael Jackson. Ngoài ra, bài hát còn gặt hái nhiều giải thưởng và đề cử tại những lễ trao giải lớn, bao gồm đề cử tại giải thưởng âm nhạc NRJ năm 2013 cho Bài hát quốc tế của năm."Treasure"cũng tiếp nhận những thành công đáng ghi nhận về mặt thương mại với việc lọt vào top 10 ở hơn 15 quốc gia trên toàn thế giới, bao gồm những thị trường lớn như Úc, Canada, Pháp, Ireland và New Zealand. Tại Hoa Kỳ, nó đạt vị trí thứ năm trên bảng xếp hạng Billboard Hot 100, trở thành đĩa đơn thứ mười trong sự nghiệp của Mars vươn đến top 5 tại đây. Tính đến nay, nó đã bán được hơn 7 triệu bản trên toàn cầu, trở thành một trong những đĩa đơn bán chạy nhất mọi thời đại.
Video ca nhạc cho"Treasure"được đồng đạo diễn bởi Mars và Cameron Duddy, trong đó bao gồm những cảnh Mars và ban nhạc lưu diễn của anh The Hooligans hát trên một sân khấu và xen kẽ với những hiệu ứng như những video của thập niên 1970. Nó đã chiến thắng một hạng mục tại giải Video âm nhạc của MTV năm 2013 cho Video có vũ đạo xuất sắc nhất. Để quảng bá bài hát, nam ca sĩ đã trình diễn nó trên nhiều chương trình truyền hình và lễ trao giải lớn, bao gồm Jimmy Kimmel Live!, The Voice, giải thưởng âm nhạc Billboard năm 2013, giải Brit năm 2014 và buổi diễn giữa hiệp Super Bowl XLVIII, cũng như trong nhiều chuyến lưu diễn của anh. Kể từ khi phát hành,"Treasure"đã được hát lại và sử dụng làm nhạc mẫu bởi nhiều nghệ sĩ, như Olly Murs, Conor Maynard, Two Door Cinema Club, Max Schneider và Megan Nicole, cũng như xuất hiện trong nhiều tác phẩm điện ảnh và truyền hình, bao gồm Casualty, Greenleaf và Parenthood.

## Danh sách bài hát
- Đĩa CD[1]

1. "Treasure" – 2:56
2. "Locked Out of Heaven"(Paul Oakenfold phối lại) – 5:17

- Tải kĩ thuật số - EP phối lại[2]

1. "Treasure (Sharam radio phối lại)" – 3:41
2. "Treasure (Audien radio chỉnh sửa)" – 3:52
3. "Treasure (Cash Cash radio phối)" – 3:28
4. "Treasure (Robert DeLong radio chỉnh sửa)" – 2:58
5. "Treasure (Bailey Smalls radio chỉnh sửa)" – 3:32

## Xếp hạng
| Bảng xếp hạng (2013-14)                    | Vị trí cao nhất |
| ------------------------------------------ | --------------- |
| Úc (ARIA)                                  | 10              |
| Áo (Ö3 Austria Top 40)                     | 15              |
| Bỉ (Ultratop 50 Flanders)                  | 26              |
| Bỉ (Ultratop 50 Wallonia)                  | 10              |
| Brazil (Billboard Brasil Hot 100)          | 35              |
| Brazil Hot Pop Songs                       | 8               |
| Canada (Canadian Hot 100)                  | 4               |
| Cộng hòa Séc (Rádio Top 100)               | 22              |
| Đan Mạch (Tracklisten)                     | 14              |
| Châu Âu Digital Song Sales (Billboard)     | 8               |
| Pháp (SNEP)                                | 6               |
| Đức (Official German Charts)               | 17              |
| Hungary (Rádiós Top 40)                    | 4               |
| Hungary (Single Top 40)                    | 15              |
| Hungary (Dance Top 40)                     | 6               |
| Ireland (IRMA)                             | 9               |
| Israel (Media Forest)                      | 2               |
| Ý (FIMI)                                   | 22              |
| Mexico Ingles Phát thanh (Billboard)       | 1               |
| Hà Lan (Dutch Top 40)                      | 11              |
| Hà Lan (Single Top 100)                    | 15              |
| New Zealand (Recorded Music NZ)            | 7               |
| Scotland (OCC)                             | 14              |
| Slovakia (Rádio Top 100)                   | 39              |
| Slovenia (SloTop50)                        | 6               |
| Nam Phi (EMA)                              | 1               |
| Hàn Quốc (Gaon International Singles)      | 6               |
| Tây Ban Nha (PROMUSICAE)                   | 26              |
| Thụy Sĩ (Schweizer Hitparade)              | 13              |
| Anh Quốc (OCC)                             | 12              |
| Hoa Kỳ Billboard Hot 100                   | 5               |
| Hoa Kỳ Adult Contemporary (Billboard)      | 11              |
| Hoa Kỳ Adult Pop Airplay (Billboard)       | 6               |
| Hoa Kỳ Dance Club Songs (Billboard)        | 14              |
| Hoa Kỳ Dance/Mix Show Airplay (Billboard)  | 16              |
| Hoa Kỳ Pop Airplay (Billboard)             | 5               |
| Hoa Kỳ Rhythmic (Billboard)                | 2               |
| Venezuela Pop/Rock General (Record Report) | 2               |

| Bảng xếp hạng (2013)                     | Vị trí |
| ---------------------------------------- | ------ |
| Australia (ARIA)                         | 80     |
| Belgium (Ultratop 50 Flanders)           | 73     |
| Belgium (Ultratop 50 Wallonia)           | 60     |
| Canada (Canadian Hot 100)                | 34     |
| France (SNEP)                            | 26     |
| Germany (Official German Charts)         | 84     |
| Hungary (Rádiós Top 40)                  | 37     |
| Hungary (Dance Top 40)                   | 32     |
| Israel (Media Forest)                    | 17     |
| Italy (FIMI)                             | 64     |
| Netherlands (Dutch Top 40)               | 44     |
| Netherlands (Single Top 100)             | 57     |
| New Zealand (Recorded Music NZ)          | 44     |
| Slovenia (SloTop50)                      | 26     |
| South Korea (Gaon International Singles) | 110    |
| Switzerland (Schweizer Hitparade)        | 70     |
| UK Singles (Official Charts Company)     | 56     |
| US Billboard Hot 100                     | 30     |
| US Adult Contemporary (Billboard)        | 23     |
| US Adult Top 40 (Billboard)              | 27     |
| US Pop Songs (Billboard)                 | 31     |
| US Rhythmic (Billboard)                  | 18     |
| Bảng xếp hạng (2014)                     | Vị trí |
| Hungary (Rádiós Top 40)                  | 94     |
| Hungary (Dance Top 40)                   | 19     |
| South Korea (Gaon International Singles) | 24     |
| Bảng xếp hạng (2015)                     | Vị trí |
| Hungary (Dance Top 40)                   | 83     |
| South Korea (Gaon International Singles) | 8      |
| Bảng xếp hạng (2016)                     | Vị trí |
| South Korea (Gaon International Singles) | 20     |
| Bảng xếp hạng (2017)                     | Vị trí |
| South Korea (Gaon International Singles) | 43     |
| Bảng xếp hạng (2018)                     | Vị trí |
| South Korea (Gaon International Singles) | 61     |

## Chứng nhận
| Quốc gia | Chứng nhận  | Số đơn vị/doanh số chứng nhận |
| --- | ----------- | ----------------------------- |
| Úc (ARIA) | 2× Bạch kim | 140.000^                      |
| Bỉ (BEA) | Vàng        | 15.000*                       |
| Canada (Music Canada) | 2× Bạch kim | 0*                            |
| Pháp (SNEP) | Vàng        | 96,500                        |
| Đức (BVMI) | Vàng        | 250.000^                      |
| Ý (FIMI) | Bạch kim    | 30.000*                       |
| México (AMPROFON) | 2× Bạch kim | 120.000*                      |
| New Zealand (RMNZ) | Bạch kim    | 15.000*                       |
| Hàn Quốc (Gaon Chart) | —           | 1,517,127                     |
| Thụy Sĩ (IFPI) | Vàng        | 15.000^                       |
| Anh Quốc (BPI) | Bạch kim    | 600.000‡                      |
| Hoa Kỳ (RIAA) | 3× Bạch kim | 3.000.000^                    |
| Venezuela (APFV) | 2× Bạch kim | 20.000^                       |
| Streaming |             |                               |
| Đan Mạch (IFPI Đan Mạch) | Bạch kim    | 1.800.000^                    |
| * Chứng nhận dựa theo doanh số tiêu thụ. ^ Chứng nhận dựa theo doanh số nhập hàng. ‡ Chứng nhận dựa theo doanh số tiêu thụ và phát trực tuyến. |             |                               |

## Lịch sử phát hành
| Quốc gia       | Ngày                | Định dạng                  | Hãng đĩa           |
| -------------- | ------------------- | -------------------------- | ------------------ |
| Ý              | 10 tháng 5 năm 2013 | Contemporary hit radio     | Warner Music Group |
| Vương quốc Anh | 29 tháng 5 năm 2013 | Contemporary hit radio     | Atlantic Records   |
| Đức            | 21 tháng 6 năm 2013 | CD                         | Atlantic Records   |
| Hoa Kỳ         | 13 tháng 8 năm 2013 | Tải kĩ thuật số (phối lại) | Atlantic Records   |